# TicketBox
TicketBox is een Nederlandse kaartverkooporganisatie en sinds juli 2008 een onderdeel van de Koninklijke Nederlandse Voetbalbond (KNVB). Voorheen richtte TicketBox zich naast het voetbal en staatsloten ook op de verkoop van toegangskaarten voor sport, muziek, dance en pretparken. Sinds de overgang naar de KNVB worden alleen voetbaltickets verkocht.

## Geschiedenis
TicketBox ontstond in 1995 door een samenwerking van de Stichting Exploitatie Nederlandse Staatsloterij met de KNVB. Het was een initiatief voor geautomatiseerde kaartverkoop voor alle voetbalclubs. Tot op de dag van vandaag betekent dit dat TicketBox de kaartverkoop verzorgt voor alle wedstrijden in de Eredivisie, Jupiler League, KNVB beker, Johan Cruijff Schaal, Europa League, Champions League en voor het Nederlands elftal.

## Werkwijze
Vanaf 1995, toen de samenwerking tussen TicketBox en de KNVB een feit was, werd gestart met 300 winkels die werden aangesloten op het ticketingnetwerk van de Staatsloterij. Dat aantal steeg geleidelijk naar ongeveer 1100 verkooppunten. Na de overgang naar de KNVB nam het aantal verkooppunten af naar circa 400.
In januari 2007 werd bekend dat de Staatsloterij op 1 juli 2008 zou stoppen met haar TicketBox-activiteiten. Vanwege de noodzaak voor de aanwezigheid van een fysiek verkoopkanaal voor voetbalkaartjes besloot de KNVB toen om de TicketBox-activiteiten voort te zetten. Voor de distributie van de kaarten werd hierbij gebruikgemaakt van een aantal partijen, waaronder winkelketen Primera.
TicketBox heeft in de huidige opzet geen winstoogmerk.